# Эволюэ

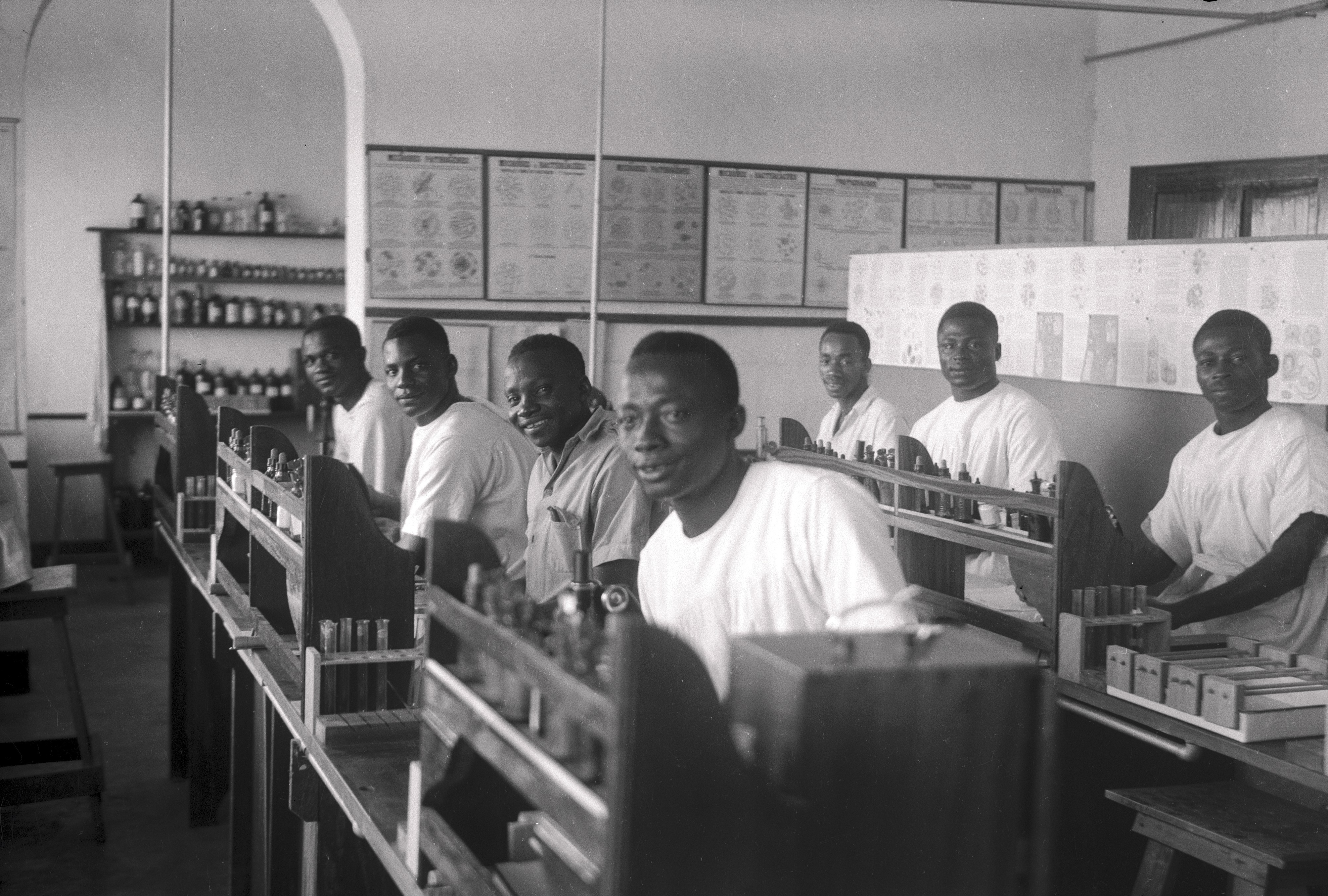
Эволюэ в Бельгийском Конго изучает медицину.

Эволюэ (фр. évolué, / evɔlɥe /,«эволюционировавший») — французский колониальный термин для обозначения коренного африканца или азиата, который был европеизирован посредством образования и/или культурной ассимиляции, приняв европейские модели поведения и ценности. Он широко использовался в бельгийской и французской колониальных империях. Эволюэ знали французский язык, следовали европейским законам (вместо обычных), обычно занимали должности белых воротничков (то есть чуть лучшие условия, чем у остальных соотечественников) и проживали в основном в городских районах колонии.

## Бельгийские колонии
Этот термин также использовался для описания растущего местного среднего класса в Бельгийском Конго (современная Демократическая Республика Конго) между завершающим этапом Второй мировой войны и обретением колонией независимости в 1960 году. После обретения независимости большинство эволюэ заняли специализированные должности (клерки, медсестры),  возникшие благодаря экономическому подъему в стране после войны. Колониальные администраторы определили эволюэ как «человека, который разорвал социальные связи со своей группой, [и] вошел в другую систему мотиваций, другую систему ценностей». Хотя не существовало универсальных критериев для определения человека как эволюэ, было общепризнано, что человек должен иметь «хорошее знание французского языка, придерживаться христианства и иметь некоторое образование выше начального». В начале своей истории большинство эволюэ стремились использовать свой уникальный статус для получения особых привилегий в Конго. Они призвали колониальную администрацию признать их роль посредников между бельгийцами и «туземными дикарями».
Поскольку возможности восходящей мобильности через колониальную структуру были ограничены, класс эволюэ институционально проявлял себя через клубы и ассоциации. Через эти группы они могли пользоваться тривиальными привилегиями, которые заставляли их чувствовать себя отличными от конголезских «масс». В 1947 году во всех городах Конго насчитывалось 110 общественных клубов, состоящих из 5609 членов. С 1952 по 1956 год количество клубов увеличилось со 131 до 317 и с 7 661 члена до 15 345. Большинство из этих ассоциаций были довольно небольшими, но некоторые со временем увеличились в размерах, чтобы охватить целые регионы и этнические группы, такие как Альянс баконго.

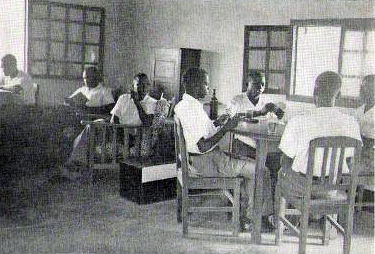
Социальный клуб в Бельгийском Конго (1943 г.).

К 1958 году колониальные власти подсчитали, что в колонии насчитывалось 175 000 человек, которых можно было отнести к эволюэ. В последние годы перед обретением независимости эволюэ играли важную роль в проколониальной пропаганде, поскольку считалось, что они служат примером успеха бельгийской цивилизаторской миссии, начатой при короле Леопольде II. В частности, считалось, что после обретения независимости ассимиляция ими европейских ценностей означала, что бельгийские гражданские жители Конго могли продолжать жить в Конго как часть культурно европейского многорасового государства.
В 1954 году колониальное правительство открыло университет Лованиум в Леопольдвиле, чтобы дать университетское образование конголезским эволюэ.
Многие из лидеров африканских националистических партий в Бельгийском Конго, включая Патриса Лумумбу, были членами класса эволюэ. В 1970-х годах президент Заира Мобуту Сесе Секо начал политику, известную как Authenticité (Отентисите, / otɑ̃tisite /) или заиринизация, в которой он призвал заирский народ отказаться от всего культурного наследия колониального периода, одеваясь и говоря так, как «подлинный заирец».

## Французские колонии
Во французской колониальной империи эволюэ рассматривались как личности, которые были желаемым конечным продуктом политики ассимиляции Франции. К ним относились как к элите среди чернокожих, получая привилегии от колониальной администрации.